# Bittelschieß
Das Dorf Bittelschieß ist ein Teilort der Gemeinde Krauchenwies mit 312 Einwohnern (Stand: 31. Dezember 2010) und liegt etwa drei Kilometer südwestlich des Hauptorts Krauchenwies im Landkreis Sigmaringen (Baden-Württemberg).

## Geographie

### Geographische Lage
Bittelschieß liegt ungefähr 15 Kilometer südlich von Sigmaringen und circa 20 Kilometer nördlich des Bodensees. Es liegt an der linken Talseite etwas südlich des Zusammenflusses des Kehlbachs in den Andelsbach im Kehlbachtal, das durch eiszeitliche Gletscher geformt worden ist.

### Geologie
Seit 1962 baut die Firma Nord-Moräne-Kieswerk in Bittelschieß die Moränen der Rißeiszeit in einem 53 Hektar großen, sich in Richtung Andelsbachtal öffnenden Trockenabbau ab. Von der Kiesgrube sind derzeit ein Drittel als forst- und landwirtschaftliche Flächen rekultiviert, 16 Hektar werden für den Abbau und als Betriebs- und Verkehrsfläche genutzt.

### Ausdehnung des Gebiets
Die Gesamtfläche der Gemarkung Bittelschieß 447 Hektar wird wie folgt genutzt: 8 % Siedlung, 40 % Wald und 51 % Landwirtschaft. Die landwirtschaftliche Fläche wird wie folgt genutzt: 67 % Ackerland, 31 % Dauergrünland, 2 % Sonderkulturen. In Bittelschieß sind circa 167 Hektar mit Wald bestockt. Die Waldfläche ist in Kommunalwald der Gemeinde Krauchenwies, Kleinprivatwald und Großprivatwald (Besitz der Fürsten von Hohenzollern) aufgeteilt. Der Kommunalwald und der Kleinprivatwald werden vom Forstamt in Pfullendorf betreut.

## Geschichte

### Namensherkunft
Dem Namen Bittelschieß liegen zwei Deutungen zugrunde. Bittel = Büttel war ursprünglich die Bezeichnung für den jüngsten Richter des aus zwölf Richtern bestehenden Obergerichts. Bittel = Beutel war ein Männername, althochdeutsch Putilo genannt. Schieß bedeutet als Flurname spitzer Winkel, Ecke oder Giebel – eine Kennzeichnung, die für die Landschaft mit dem Bergvorsprung um Bittelschieß überzeugend passt.

### Vor- und Frühgeschichte
Auf Bittelschießer Markung finden sich bereits Spuren aus keltischer Zeit: Rund ein Kilometer südwestlich von Bittelschieß befanden sich zwei, nördlich ein Grabhügel. Die hier in einem Hügel durch Oberst August von Cohausen vom 13. bis 15. Juni 1881 ergrabene hallstattzeitliche Scherben gehören zu einem roten Hochhalsgefäß. Bei den in der Vor- und Frühgeschichtliche Sammlung des Schlosses Sigmaringen gelagerten Funde, die im Inventarbuch unter derselben Inventarnummer aufgeführt sind, ist es nicht sicher, ob sie ebenfalls aus diesem Hügel stammen. Dies sind unter anderem Gürtelbleche, Fibeln und Ringe. Zu den herausragenden Funde zählen ein Dolchmesser vom Typ Ludwigsburg, er ist in die späte Phase des HaD zu datieren, sowie ein Bronzefuß- und -fingerring.
Aus späterer Zeit findet sich im Kehlbachtal einer römerzeitliche Straßenverbindung von Pfullendorf nach Mengen. Die Römerstraße führte durch den heutigen Ort und am Burgstall vorbei; eine zweite mündet von Weihwang her in Bittelschieß ein. Es fanden sich zudem bei einem römischen Leichenfeld bei Bittelschieß mit mehr als ein Dutzend wohlerhaltene Gefäße verschiedener Art aus dem Ende des 1. und Anfang des 2. Jahrhunderts n. Chr. Inwieweit das Leichenfeld in Verbindung mit der Otterswanger Gefecht einer Kohorte der römischen XIV. Legion mit einem germanischen Stamm, in dessen Verlauf ein Greifensignum verloren ging, ist ungewiss. Ebenfalls könnte ein Zusammenhang zwischen dem Leichenfeld und den römischen Siedlungsspuren bei Hausen am Andelsbach bestehen.
Darüber hinaus sind weitere, keinem Hügel zuweisbare Einzelfunde zu nennen. Bei ihnen handelt es sich unter anderem um hallstattzeitliche Bronzegürtelblechreste vom Typ Inneringen und Lederreste.

### Mittelalter
Auf Bittelschießer Gemarkung sind zwei sogenannte Volksburgen bekannt: Neben der Hünaburg ist das der Burgstall Bittelschieß, dessen Geschichte und die derer Bewohner, die Herren von Bittelschieß, sowie die der Kirche eng mit der Geschichte von Bittelschieß verbunden ist. Das Geschlecht der Herren von Bittelschieß war bis zum Ende des 14. Jahrhunderts im Besitz des Ortes, danach folgten Jahrhunderte im Besitz von verschiedenen Familien des Niederadels, bis es 1786 an das Fürstentum Hohenzollern-Sigmaringen gelangte.
Mit Bertholdeus de Bittelschieß wurde anno 1083 bei der Stiftung Sankt Georgen im Schwarzwald Bittelschieß zuerst genannt, des Weiteren 1212 mit der Nennung von Berthold von Bittelschieß in der Stiftungsurkunde des Klosters Wald. Im Jahr 1245 wird die Burg Bittelschieß als Sitz der Herren von Bittelschieß etwa ein Kilometer nordöstlich vom Dorf an der Straße von Krauchenwies nach Pfullendorf genannt. Noch vor wenigen Jahren konnten die Spuren der Burg ermittelt werden. Zusammen mit der Burg wird 1245 in einer Urkunde des Bischofs von Konstanz dann auch das Dorf Bittelschieß erstmals schriftlich genannt – rund eineinhalb Jahrhunderte nach dem urkundlichen Auftreten der Herren von Bittelschieß.
Im Jahr 1263 erfolgte die Erstnennung der Kirche. Bittelschieß war bereits früher eine eigene Pfarrei, und schon 1126 kommt ein Burkhard als Pfarrer vor. Pfarrer der Pfarrei Bittelschieß war bis 1429 Bercardus plebanus. Die Einkünfte der Pfarrei waren indes so gering, dass sie auf die Dauer für den Unterhalt des Pfarrers nicht ausreichten. Deshalb wurde am 10. September 1429 die Pfarrei Bittelschieß in die Pfarrei Hausen am Andelsbach als „Filial“ eingegliedert.
Nach dem Aussterben der Herren von Bittelschieß kam der Ort an die Herren von Bodman, welche ihn 1429 an Hans Gremlich von Jungingen verkauften, von dem er 1465 vorübergehend an die Herren von Reischach fiel, um wieder an die Gremlich von Jungingen zurückzufallen.
Auseinandersetzungen, Schlaghändel und andere Tätlichkeiten verursachte der Dreißigjährige Krieg zwischen den Nachbardörfern Göggingen und Bittelschieß. Es ging um den Mittrieb in den zwischen beiden Gemeinden liegenden Wäldern, das heißt das Recht, sein Vieh mit dem anderen gemeinschaftlich auf dessen Grund und Boden treiben und dort weiden zu lassen.
Weiterhin ist ein Eberhard Gremlich von Jungingen, Herr auf Bittelschieß, bekannt.
Im 16. Jahrhundert wird Bittelschieß gleich mehrfach Streitobjekt in innerfamiliären Erbkonflikten der Gremlich, die am Ende die halbe Ortsherrschaft an den Bischof von Konstanz, seit 1245 bereits Lehnsherr von Burg und Bittelschieß, verlieren. 1658 gehörte das Dorf Bittelschieß zur fürstlichen Herrschaft des Bischofs von Konstanz und war als Lehen im Besitz des kurfürstlich bayrischen Obristleutnants Johann Häffner zu Pfullendorf. Der Oberlehensherr von Bittelschieß war 1660 der Bischof Franziskus Johannes von Konstanz und ebenfalls Lehensinhaber von Bittelschieß wird ein gewisser Junker Fenkher genannt. Die Forstobrigkeit in den strittigen Ländern zwischen Göggingen und Bittelschieß hatte die Grafschaft Sigmaringen. 1667 verkauften die Gremlich von Jungingen das Dorf an Häffner von und zu Bittelschieß. Johann Baptist von Stader, Edler von Adelsheim, (Herr von Bittelschieß) erwarb 1751 das Dorf für 32.000 Gulden von der Familie Häffner. Er war darum bemüht, dass Bittelschieß wieder eine eigenständige Pfarrei wurde. Seine Bemühungen (1751–1766) blieben ohne Erfolg, hauptsächlich deshalb, weil er kein Geld aufbringen konnte. Zu dieser Zeit hatte Bittelschieß nicht mehr als 100 Einwohner.

### Moderne
In der Pfarrchronik von Hausen am Andelsbach wird 1754 die „Burgkapelle Bittelschieß“ genannt. 1758 ließ Herr von Stader anstelle der alten eine größere Kirche von Baumeister Martin Ilg aus Dornbirn erbauen: zehn Schuh länger und sieben Schuh breiter. Die Bittelschießer Kirche wurde zur selben Zeit wie die Stadtkirche in Sigmaringen (ebenfalls von Ilg) erbaut. Dank dieser Beziehung kam ein Baumeister nach Bittelschieß, der aus der ruinösen Kirche ein reizvolles Barock-Kirchlein baute.
1764 starb Johann Baptist von Stader. Aus der Hand des letzten Besitzers, es war der Sigmaringer Hofkanzler Stader von Adelsheim, erwarb Fürstin Johanna, Gemahlin des Fürsten Karl Friedrich von Hohenzollern-Sigmaringen 1786 das Dorf für 59.000 Gulden als Staders Erben Bittelschieß an die Sigmaringer Fürstwitwe Johanna verkauften. Die Ortschaft gelangte dauerhaft in hohenzollerische Hand.
Bittelschieß war ab 1820 eine selbständige Gemeinde. Am 1. Juli 1974 wurde diese in die Gemeinde Krauchenwies eingegliedert.

## Religionen
Die katholische Filialkirche St. Kilian gehört zur Pfarrgemeinde St. Odilia in Hausen am Andelsbach.

## Politik

### Ortsvorsteher
- 2009–2014: Egon Demmer
- seit 2014: Robert Stumpp

### Wappen
Das Ortswappen von Bittelschieß, ein geteiltes Schild oben in Silber eine rote Bütte, unten in Rot ein stehender goldener Hirsch, erinnert an die einstigen Herren von Bittelschieß. Die Bütte wurde dem Siegel eines Herrn von Bittelschieß aus dem Jahre 1367 entnommen und soll die Erinnerung an den ehemaligen Ortsadel festhalten. Der goldene Hirsch in rotem Feld deutet auf den einstige Zugehörigkeit des Ortes zur Grafschaft Sigmaringen.
Das Wappen war der Vorschlag des Staatsarchivs Sigmaringen vom Jahre 1947. Die Verleihung erfolgte am 5. August 1952 durch das Innenministerium Württemberg-Hohenzollern, Abwicklungsstelle (Nr. IV 3012 B 13 Bittelschieß/1/52).

## Kultur und Sehenswürdigkeiten

### Vereine
- Die Freiwillige Feuerwehr Bittelschieß wurde 1950 gegründet, die Jugendfeuerwehr 1991.
- Ledigengesellschaft Bittelschieß: Erstmals erwähnt wurde die Ledigengesellschaft im Jahre 1890, aus dem Jahre 1892 stammt die noch heute gut erhaltene Ledigenfahne. Die aus dieser Zeit stammenden Bräuche wie Kranzen an Hochzeiten oder das Maibaumstellen werden auch heute noch fortgeführt. Hinzu kamen das Moschtfest und das Kiliansfest in Zusammenarbeit mit der Feuerwehr. Der Verein hat sich zu einem festen Bestandteil des Bittelschießer Dorflebens entwickelt und das Vereinsheim im grundsanierten Bürgerhaus, dem ehemaligen Schulhaus von Bittelschieß, ist zu einem beliebten Treffpunkt für Jugendliche geworden.
- Narrengruppe Burgstallgoischter Bittelschieß: Die Gruppe ist ein Zusammenschluss von Mitgliedern der Feuerwehr, Ledigen und Jugendgruppen. Seit 1999 nimmt die Gruppe an Narrentreffen im Kreisgebiet teil.
- Volkstanzgruppe Bittelschieß: Die Volkstanzgruppe Bittelschieß, eine Ortsgruppe des Schwäbischen Albvereins im Oberen Donau Gau, zeigt seit seiner Gründung 2000 überlieferte schwäbische Volkstänze in originalgetreuen Kostümen.[24]
- Bittelschießer Dorfmusikanten: Die „Bidos“ sind Musikanten aus Bittelschieß, die aber alle in verschiedenen Musikvereinen der Umgebung tätig sind. Regelmäßig treffen sich diese zu diversen Anlässen in Bittelschieß wie dem Kiliansfest oder dem Volkstrauertag.

### Bauwerke

#### St. Kilian Kirche in Bittelschieß

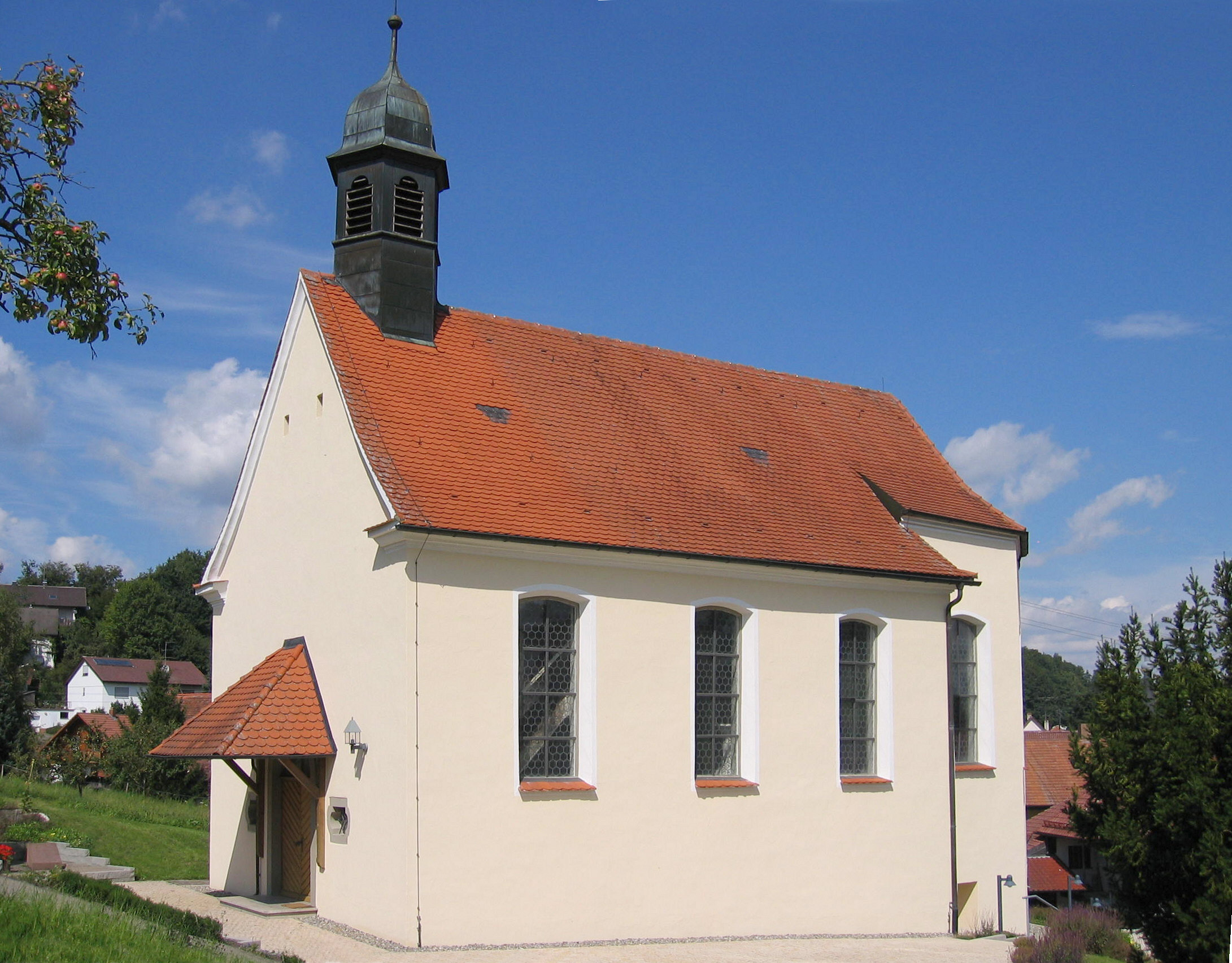
St. Kilian Kirche – Barockes Kleinod

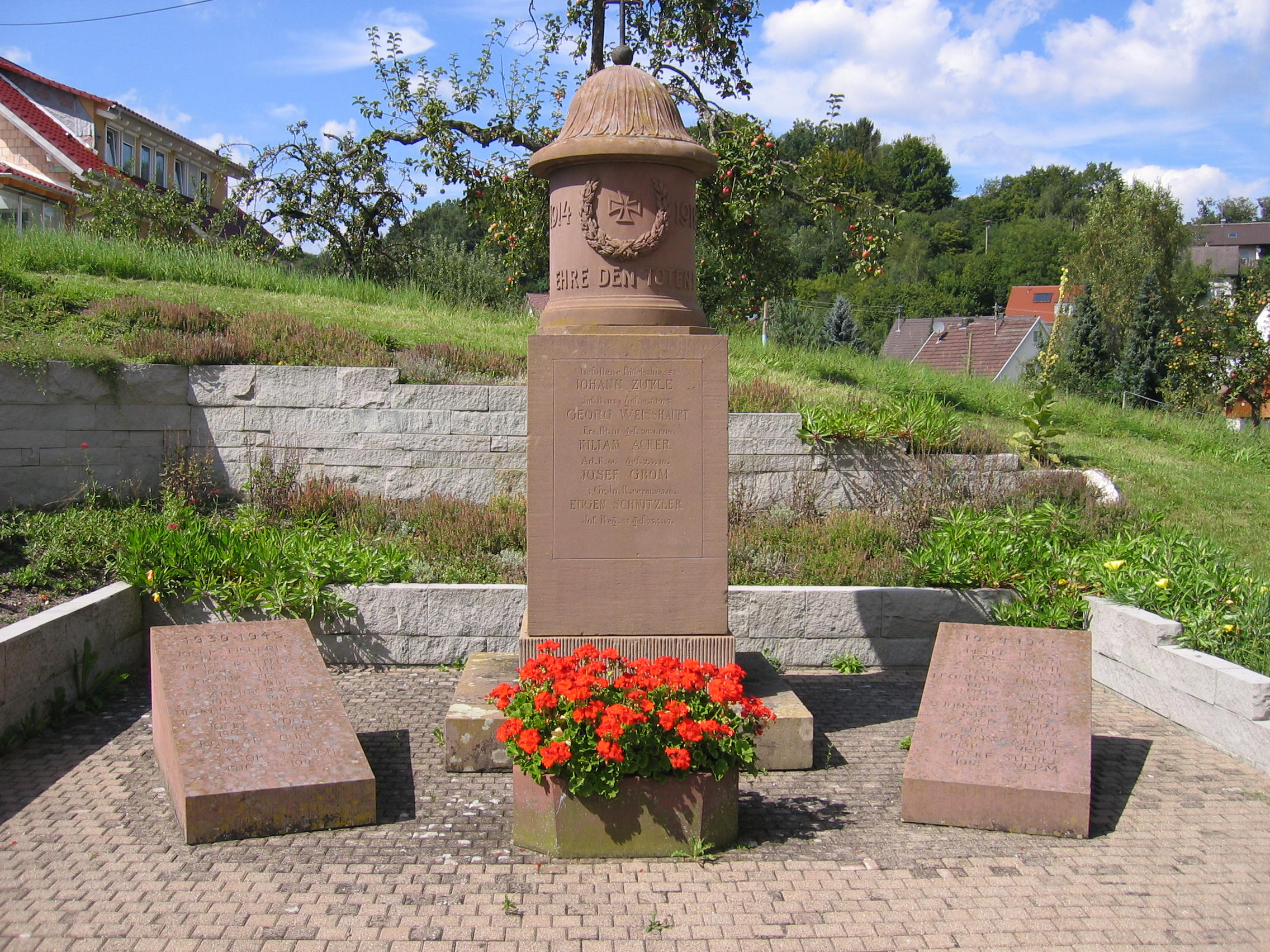
Kriegerdenkmal zu Ehren der Gefallenen beider Weltkriege

Das Dorf Bittelschieß besitzt ein Barockkirchlein mit Stuckaturen, Stuckmarmoraltar, geschnitztem Stuhlwerk von Meistern des Zwiefalter Münsterbaus und Altarblätter von Andreas Meinrad von Ow. Die kleine 1758 von Martin Ilg aus Dornbirn (dem Baumeister der Sigmaringer Pfarrkirche) erbaute Kirche ist dem Heiligen Kilian geweiht. Eine vormals herrschaftliche Loge findet sich im Chor über der Sakristei. Wahrscheinlich wurde sie stuckiert von Johann Jakob Schwarzmann.
Das bescheidene Äußere lässt nicht auf den inneren Reichtum schließen. Das Deckengemälde zeigt den Heiligen Kilian, Schutzpatron der Kirche, der auf sein Dorf herunterblickt. An der Chorwand, hinter dem Hochaltar, befindet sich das Altarbild, der Märtyrertod des Heiligen Kilian. Besonders wertvoll sind die Altarblätter an den beiden schräggestellten Seitenaltären. Auf der Epistelseite sind die vierzehn Nothelfer und auf der Evangelienseite ist die Kreuzabnahme dargestellt. Beide wurden 1760 von Andreas Meinrad von Ow in Öl auf Leinwand gemalt. Das hölzerne Gestühl, Ambo und Flambeau für die Osterkerze im Altarraum wurde durch den Mesmer Josef Kozlowski (1928–2005) in dessen 22 Dienstjahren geschaffen.
Laut einer Sage der Zimmerischen Chronik soll ein Drache gegen die alte Kirche geschossen sein. Da soll er sich angestoßen haben, dass er geblutet hat. Dieser Blutfleck soll bis zum Verfall der Kirche im Dreißigjährigen Krieg sichtbar geblieben sein.
1933/34 erfolgte die Überarbeitung der Wandbilder, Deckengemälde und Innenanstrich im Zuge der Innenrenovation der Kirche, 1964 kam es zu einer weiteren Innenrenovation. Eine Außenrenovation erfolgte 1981: Verstärkung des Dachstuhls nach statischen Erfordernissen, Aufbringung neuer Dachziegel, Putzausbesserung und Neuanstrich der Außenfassade, Versetzung des Kriegerdenkmals. Auf Grund der hohen Eigenleistungen wurde aus den Ersparnissen die Kiliansglocke angeschafft. Der gleiche Wert der Glocke (5.000 DM) wurde 1983 für Priesterausbildungen nach Peru gespendet.
1983 Glocken-, Brunnen- und Zelebrationsaltarsegnung anlässlich der 900-Jahr-Feier.
1992 Sperrung der Kirche wegen erheblicher Baumängel. Erst 1999 erfolgt der Beginn der Gesamtrenovation in drei Abschnitten:
1. Hangsicherung: Es wurden fünf Betonpfähle in bis zu 12 Meter Tiefe eingebracht, zum Schutz der Kirche gegen Abrutschung.
2. Innenrenovation: Beseitigung der vorhandenen Risse, Erneuerung der Empore und der rechten Bodenseite sowie Auffrischung der Kirchenbänke, Gemälde und Figuren, Malerarbeiten.
3. Außenrenovation: Im Jahr 2002 erfolgte die komplette Außenrenovation inklusive Gestaltung der Außenanlagen.

1999: Segnung und Wiederbezug

#### Hünaburg

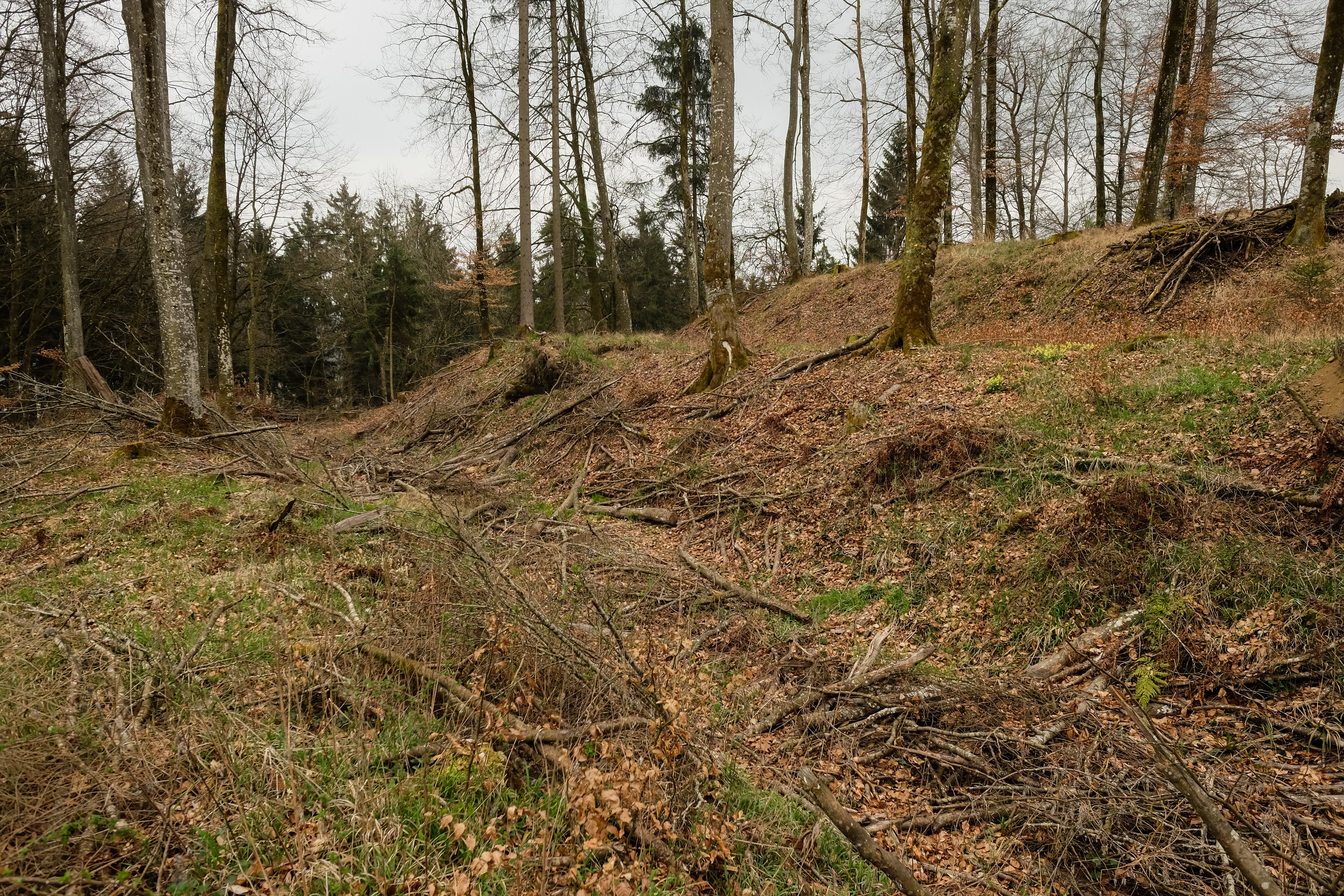
Wälle und Gräben des Burgstalls Hünaburg

Die Hünaburg bei Bittelschieß ist eine vor- und frühgeschichtliche Ringwallanlage. Sie befindet sich auf einer Anhöhe unweit der Kreisstraße 8273 nach Glashütte zwei Kilometer nördlich der Landesstraße 456 von Krauchenwies nach Pfullendorf.

#### Burgstall Bittelschieß
Der Burgstall Bittelschieß ist ein mittelalterlicher Burgstall etwa einen Kilometer nordöstlich von Bittelschieß entfernt. Die Burg Bittelschieß lag auf einer Anhöhe, eine Kiesablagerung des mittleren Rheingletschergebietes. Jedoch wurde die Anhöhe durch Kiesabbau fast gänzlich abgetragen.

#### Sonstiges

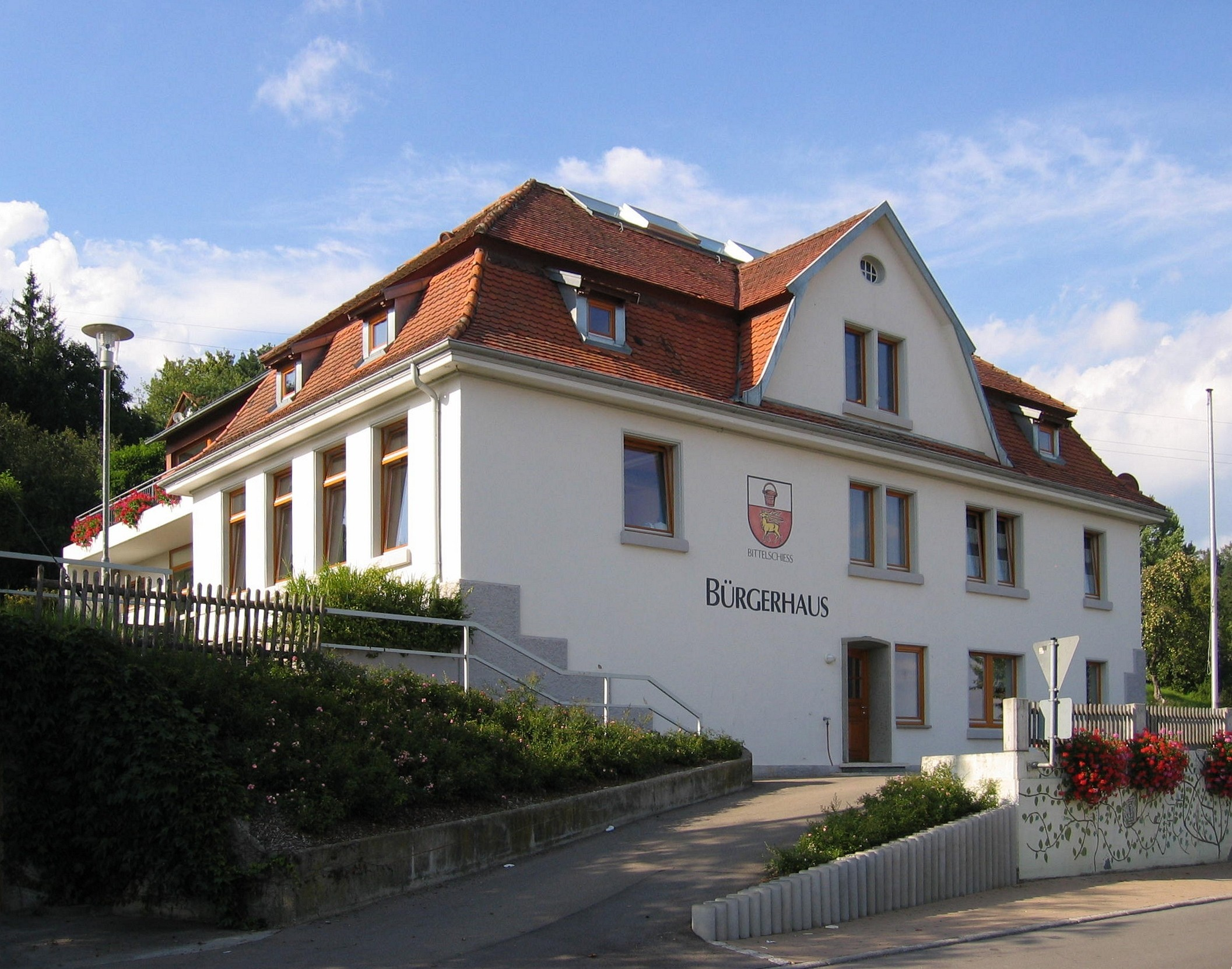
Bürgerhaus Bittelschieß

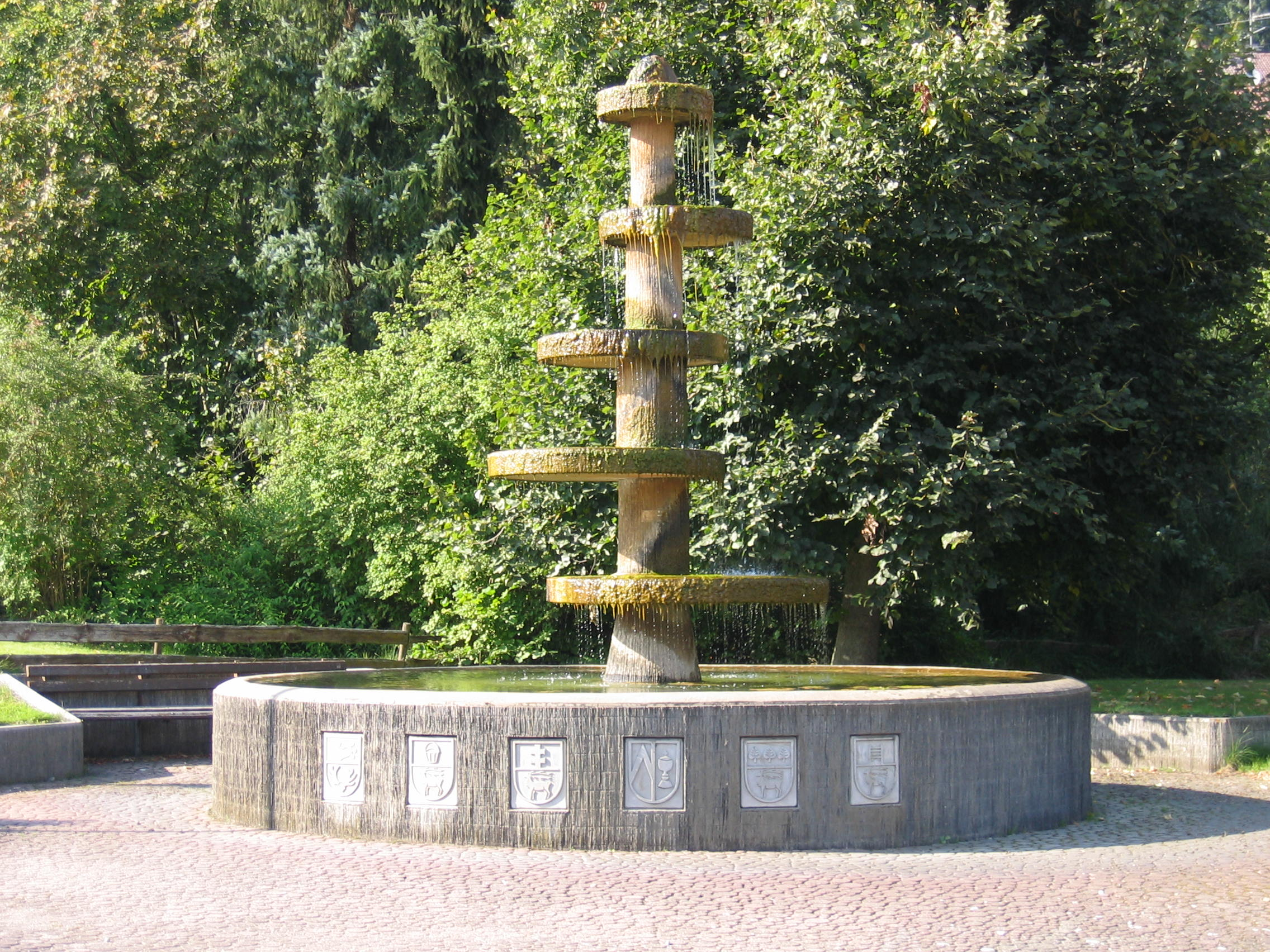
Bittelschießer Dorfbrunnen

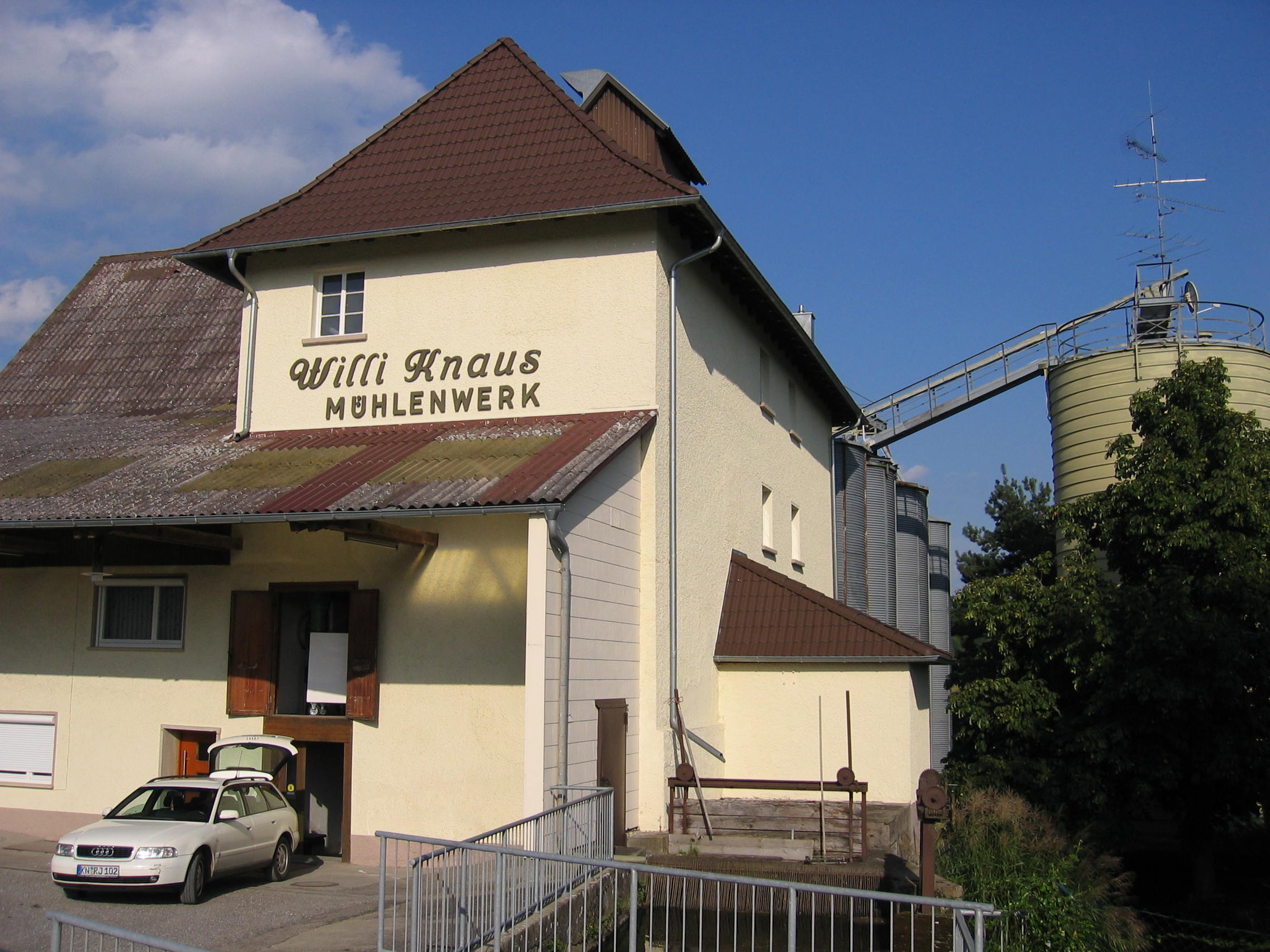
Knaus Mühle

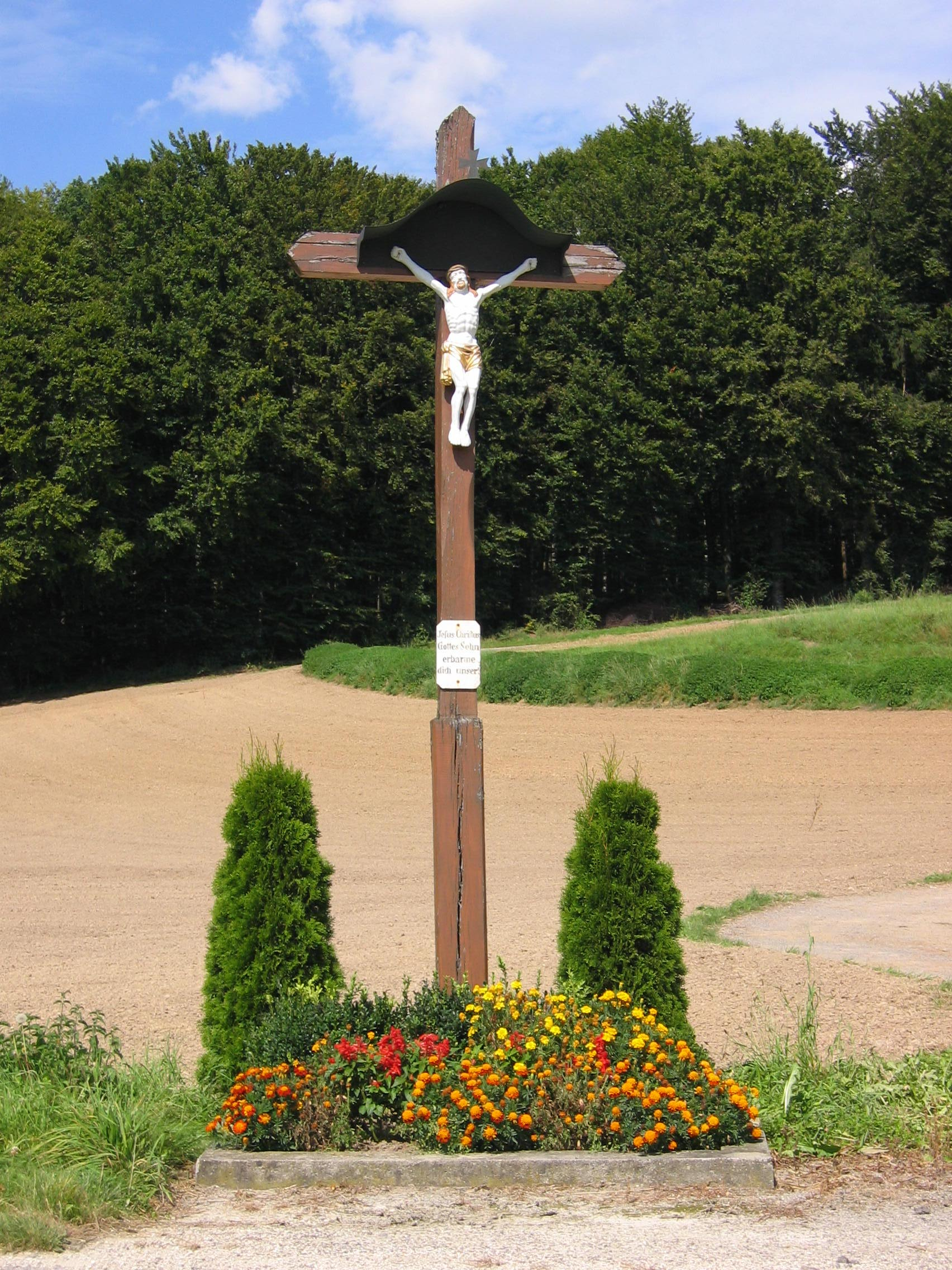
Feldkreuz vor dessen Zerstörung (2007)

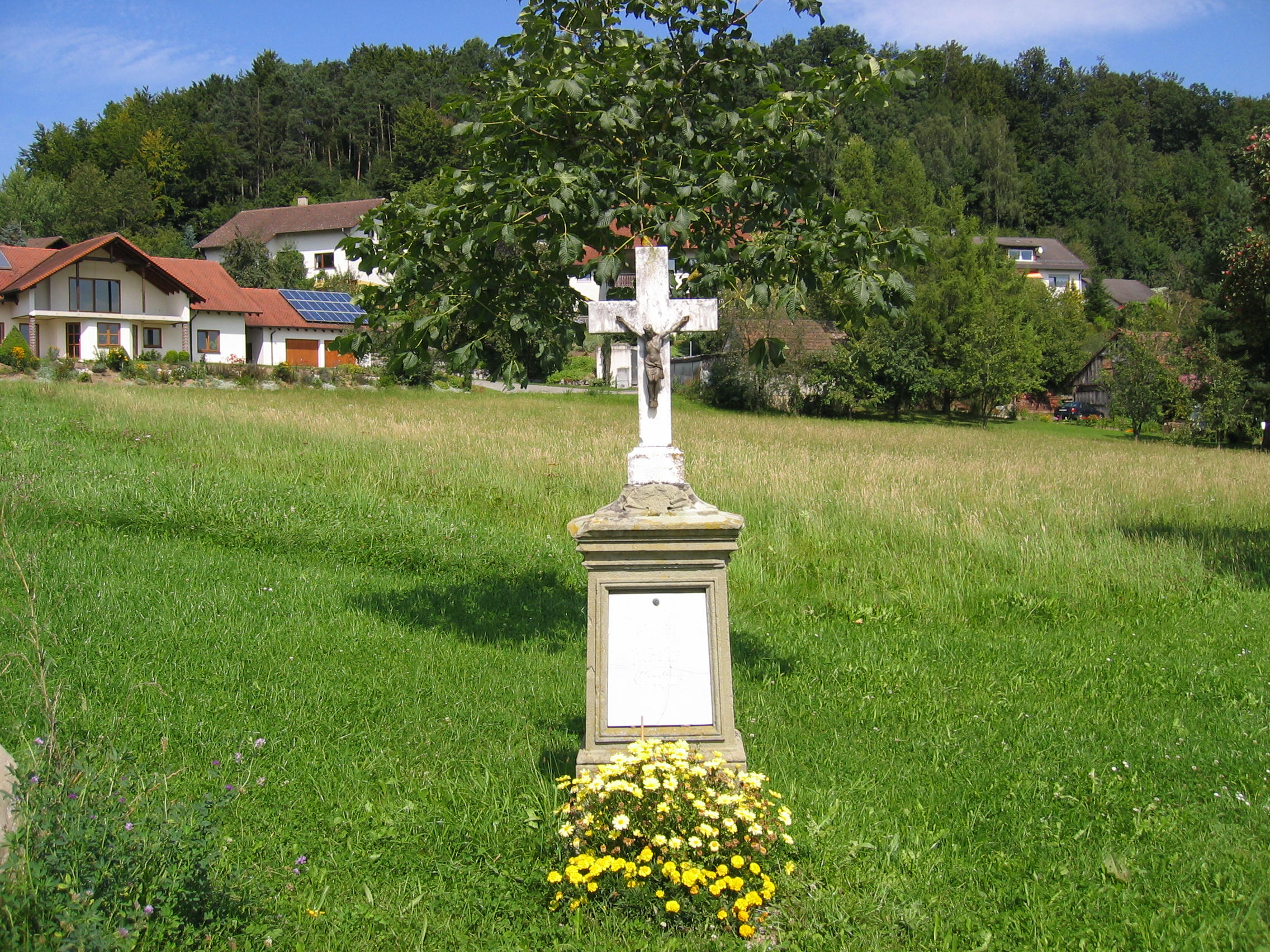
Marmorkreuz vor dessen Zerstörung (2007)

- Bürgerhaus Bittelschieß: Das Bürgerhaus in Bittelschieß wurde ebenfalls durch Eigenleistung der Einwohner von Bittelschieß grundsaniert. Das Gebäude beherbergte bis Ende der 1960er Jahre eine eigenständige Schule für Ettisweiler und Bittelschießer Kinder. In nur einem Raum unterrichtete ein Lehrer alle Kinder der Klasse 1 bis 8. Die Klassenstärke lag stets um die 35 Schüler.
- Dorfbrunnen Bittelschieß: Der Dorfbrunnen Bittelschieß ist ein ganzjährig wasserführender Zierbrunnen in der Dorfmitte von Bittelschieß. Das Wasser wird durch eine unterirdische Leitung eingespeist. Es fließt über fünf versetzte und in der Größe variierende Teller kaskadenartig in das darunterliegende Auffangbecken. Dieses zieren, an der der Straße zugewandten Brunnenseite, die sechs Ortswappen der Gemeinde Krauchenwies in alphabetischer Reihenfolge. Von Links nach Rechts: Ablach, Bittelschieß, Ettisweiler, Göggingen, Hausen am Andelsbach und Krauchenwies. Der Dorfbrunnen kam in der Vergangenheit und auch heute noch eine nicht zu unterschätzende Bedeutung beim Brandfall zu.
- Die Untere Mühle, auch „Knaus-Mühle“ genannt, an der Landesstraße 456 nach Krauchenwies erhielt ihren heutigen Namen erst mit dem Kauf der Mühle durch Otto Knaus im Jahre 1918. Bereits im Mittelalter stand an selber Stelle eine Mühle, die ebenfalls mit der Wasserkraft des Kehlbachs betrieben wurde. So beklagte sich im Notjahr 1605 der Müller Utz von Göggingen bei seiner Gemeinde darüber, dass die Leute nach Bittelschieß in die Mühle fahren. Diese baten den Grafen von Zimmern darum, dass er ihr die 30 Malter Mühlkorn gegen bare Bezahlung belasse, damit das Korn unter die Bürger ausgeteilt werden könne. Der Graf ging auf den Tausch ein.[28] Seit 1992 existiert ein eigener Mühlenladen.[29]
- Auf Bittelschießer Gemarkung befinden sich diverse Feld- und Sühnekreuze. In der Nacht von Ostersonntag auf Ostermontag 2008 wurde ein Feldkreuz in Bittelschieß an der Straße nach Göggingen von einem im April 2008 ermittelten Serientäter mit einer Kettensäge umgesägt.[30] Hierbei handelt es sich um ein braunbemaltes Holzkreuz mit Christuskorpus und der Bittschrift „Jesus Christus Gottes Sohn erbarme dich unser!“ auf einem angeschlagenen Metallschild. Im Dezember 2007 wurde vom selben Täter ein Feldkreuz aus Marmor, das in Bittelschieß in der Straße „Im Grund“ steht, beschädigt. Der Täter schlug dabei mit einem Pflasterstein den linken Arm des Kreuzes ab.[31]

### Regelmäßige Veranstaltungen
- Das Kiliansfest, das Kirchenpatrozinium in Bittelschieß, ist ein jährlich stattfindendes traditionelles Zeltfest. Das Fest des Kirchenpatrons St. Kilian wurde in Bittelschieß schon immer groß gefeiert. Fiel früher der Tag auf einen Werktag, ruhte die Arbeit im ganzen Ort. Mit den in Mode kommenden Gartenfesten organisierte ein Privatmann 1970 hinter dem Dreschschuppen wieder eine weltliche Feier. Schnell erkannte die Feuerwehr als Kulturträger in der Gemeinde die Bedeutung und übernahm die weitere Organisation der kommenden Feste. Steigende Ansprüche ans Angebot sowie das Unabhängigsein vom Wetter durch ein Zelt, machten mehrere Platzwechsel notwendig. Seit Jahren nun ist das Fest auf dem Platz neben der Schule zu Hause. Und seit 1980 sogar im eigenen Zelt. Mittlerweile heißen die Veranstalter Feuerwehr und Ledigenverein. Am Sonntag beginnt der Festtag mit einem (Zelt-)Gottesdienst, später wird unter anderem auch der original „Bittelschießer Saumagen“ serviert, eine Kulinarische Spezialität. 2007 wurde das Kiliansfest zum ersten Mal von einer landwirtschaftlichen Oldtimerausstellung umrahmt, wobei mehr als 25 meist kleinere Traktoren und ein Mähdrescher besichtigt werden konnten. Unter anderem wurde ein alter „Lanz Aulendorf“ als Prachtstück gezeigt.[32]
- Die Dorffasnet spielt neben dem das jährliche Kiliansfest eine wichtige Rolle im Dorfgeschehen.
- Das Danzfescht auf'm Heuboden wird seit 2010 jährlich von der Volkstanzgruppe Bittelschieß veranstaltet.
- Das Moschtfest ist ein Traditionsfest der Ledigengesellschaft Bittelschieß.

## Persönlichkeiten

### Söhne und Töchter des Ortes
- Karl Schoy (* 7. April 1877 in Bittelschieß; † 6. Dezember 1925 in Frankfurt am Main), ein bekannter Quellenforscher auf dem Gebiet der arabischen Astronomie und Mathematik[33]